# Typhlodromus knisleyi
Typhlodromus knisleyi är en spindeldjursart som beskrevs av Denmark 1992. Typhlodromus knisleyi ingår i släktet Typhlodromus och familjen Phytoseiidae. Inga underarter finns listade i Catalogue of Life.